# 明日になれば (椎名へきるの曲)
「明日になれば」（あすになれば）は、椎名へきるの38作目のシングル。2010年6月23日にランティスから発売された。

## 解説
ランティス移籍第2弾シングル及び6月、7月と2ヶ月連続DVD付きシングルの第1弾。本作は4月17日にZepp Tokyoにて行われたライブの模様をDVDに収録された。

## 批評
CDジャーナルは表題曲を「ポジティヴに輝く未来を目指す、という決心を歌うアップ・チューン。いきなりハイトーンボイスで始まるイントロから、がっちり聴き手のハートを掴む」と、カップリングを「恋する女心をスピーディに描いた疾走感あふれるラブソング」と評した。

## 収録内容

### CD
全編曲：真崎修
1. 明日になれば
  - 作詞：椎名へきる・広保宣 / 作曲：広保宣
2. マイ・ストーリー
  - 作詞：cAnON.・椎名へきる / 作曲：cAnON.
3. 明日になれば（off vocal）
4. マイ・ストーリー（off vocal）

### DVD
1. 恋のリズム
2. I don't care
3. NO!brain's strike